# Патум Юнайтед
Футбольний клуб «Патум Юнайтед» (тай. สโมสรฟุตบอลบีจี ปทุม ยูไนเต็ด) — тайський футбольний клуб із міста Патумтані в провінції Патум, заснований 2006 року.

## Історія
Клуб був заснований в 2006 році і названий на честь власника клубу — «Бангкок Гласс», групи компаній, що займаються виробництвом виробів зі скла. «Бангкок Гласс» почав виступати в тайській Прем'єр-Лізі, після покупки командою франшизи іншого таїландського клубу — «Крунг Тай Банк» в січні 2009 року.
Першу офіційну гру клуб провів у Кубку Королеви у 2009 році проти «Срірача».
За кілька сезонів, проведених клубом у вищій лізі Таїланду кращим результатом було третє місце в сезонах 2009 та 2016 роках, а також перемога в Кубку Таїланду в 2014 році.
Восени 2018 року «Бангкок Гласс» закінчив сезон на 14-му місці і вибув у Другу лігу. Для того щоб отримати підтримку вболівальників з провінції Патумтані клуб змінив назву на «БГ Патхум Юнайтед» і починаючи з сезону 2019 став виступати під новим ім'ям.

## Стадіон

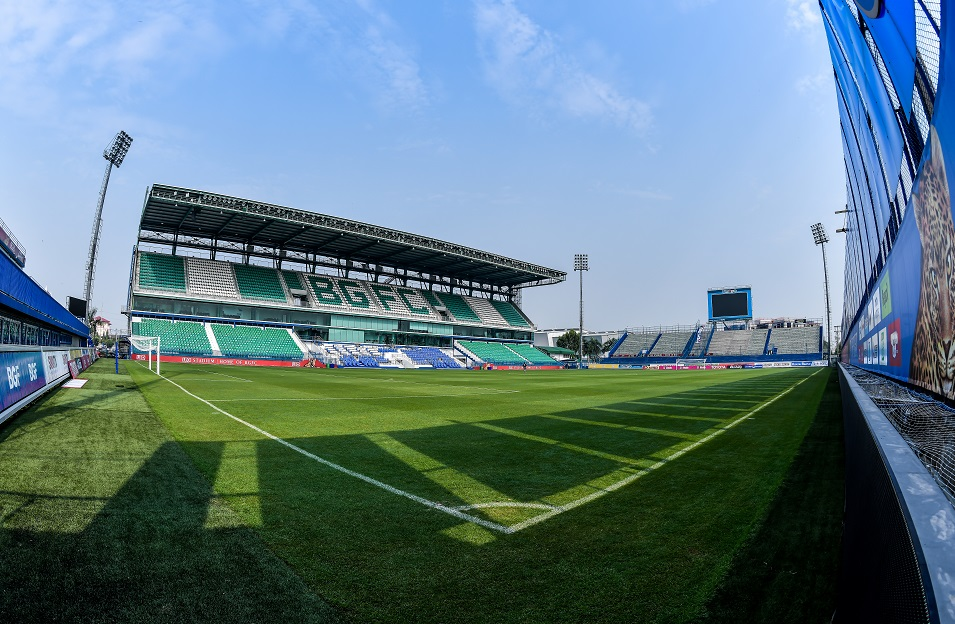
Стадіон Лео

Домашньою ареною є «Лео Стедіум», який був відкритий в 2010 році і вміщує 16 000 глядачів. В 2018 році на стадіоні Лео було встановлено натуральне трав'яне покриття.

## Логотип
Символом клубу є кролик — це походить від китайського зодіаку першого президента клубу Павіна Бхіромбхакді, який народився в рік Кролика. Кролик і був перенесений на логотип клубу.

## Досягнення
- Чемпіонат Таїланду:
  -  Чемпіон (1): 2020-21

- Кубок Футбольної Асоціації Таїланду
  -  Володар (1): 2014
  -  Фіналіст (1): 2013

- Кубок Чемпіонів Таїланду
  -  Володар (2): 2021, 2022

- Кубок Короля Таїланду
  -  Володар (1): 2010

- Суперкубок Таїланду з футболу
  -  Володар (1): 2009

- Кубок Сінгапуру
  -  Володар (1): 2010
  -  Фіналіст (1): 2009